# Nuits et Jours
Pour les articles homonymes, voir Nuit et Jour.
Pour plus de détails, voir Fiche technique et Distribution.
Nuits et Jours  (Noce i dnie) est un film polonais réalisé par Jerzy Antczak, sorti en 1975. Le film fut nommé à l'Oscar du meilleur film en langue étrangère.

## Fiche technique
- Titre : Nuits et Jours
- Titre original : Noce i dnie
- Réalisation : Jerzy Antczak
- Scénario : Jerzy Antczak d'après le roman de Maria Dąbrowska
- Musique : Waldemar Kazanecki
- Pays d'origine : Pologne
- Format : Couleurs
- Genre : Drame, Guerre
- Durée : 632 minutes
- Date de sortie :  1975

## Distribution
- Jadwiga Barańska : Barbara Niechcic
- Jerzy Bińczycki : Bogumil Niechcic
- Olgierd Lukaszewicz : Janusz Ostrzenski
- Andrzej Seweryn : Anzelm Ostrzenski
- Beata Tyszkiewicz : Stefania Holszanska